# Candida pinicola
Candida pinicola är en svampart som beskrevs av Kurtzman 2007. Candida pinicola ingår i släktet Candida, ordningen Saccharomycetales, klassen Saccharomycetes, divisionen sporsäcksvampar och riket svampar.   Inga underarter finns listade i Catalogue of Life.